# الوطئة (السياني)

تعديل مصدري - تعديل

الوطئة محلة تابعة لقرية مرعة، التابعة لعزلة النقيلين بمديرية السياني إحدى مديريات محافظة إب في الجمهورية اليمنية.، بلغ تعداد سكانها 63 حسب تعداد اليمن لعام 2004.